# Shenoi Goembab
Waman Raghunath Shennoi Varde Valaulikar (em concani: वामण रघुनाथ शेणै वाळौलिकIर; Bicholim, 23 de junho de 1877 – Bombaim, 9 de abril de 1946), mais conhecido por Shenoi Goembab ou Xenoi Goembab (em concani: ेणै गोंयबाब), foi um escritor goês de língua concani que se distinguiu como activista na defesa daquela língua.

## Biografia
Waman Shenoi nasceu na vila de Bicholim, Goa, no antigo Estado da Índia, no seio de uma família brâmane do grupo Gowd Saraswat, filho de Raghunathbab e Sitabai Varde Valaulikar.
Aprendeu marata, primeiro com um camponês chamado Ram Gaonkar e mais tarde com Vinayak Sakharam Barve, e estudou numa escola fundada por Ramachandra Dattaji Kulkarni, onde frequentou o ensino elementar em língua marata até ao 6.º ano. Aprendera a ler aos 4 anos de idade. Inscreveu-se depois na Escola Primária Oficial de Bicholim, onde num só ano lectivo fez os exames correspondentes as primeiras três classes do ensino primário português (o 1.º grau ou 3.ª classe) e no ano seguinte fez os exames do Segundo Grau (a antiga 4.ª classe) na Escola Primária Oficial de Bastorá, no concelho de Bardez.
Embora desejasse prosseguir o ensino liceal em Pangim, ficou impedido de frequentar o liceu por razões económicas, sendo forçada a abandonar a escola, mas continuou os estudos como autodidacta, aprendendo em casa sânscrito e inglês.
Em 1893, na companhia de seu tio Chintamanrau, emigrante em Bombaim, partiu para aquela cidade por mar com o objectivo de ali continuar os estudos. Conta-se que um amigo do tio, que seguia no mesmo vapor, referindo-se a Waman, terá dito: Ouvi que levas contigo para Bombaim este "Goembab"!. A expressão, provavelmente irónica, mas claramente derrogatória para os falantes de concani, marcou Waman, que mais tarde orgulhosamente adoptou o pseudónimo Shenoi Goembab nos seus escritos. Reiniciou os estudos em Bombaim, no Maratha High School de Girgarum, concluindo o ensino secundário em 1898.
Voltou para Goa em 1899, onde se empregou como professor numa escola inglesa de Assagão, emprego que se viu obrigado a abandonar. Escreveu nesta época (1899) um pequeno livro intitulado O Mestre Portuguez, que se destinava às escolas de marata-português, onde apontava o marata como sendo a língua vernácula de Goa. Essa afirmação, que mais tarde o próprio provaria errada, foi criticada pelo então Inspector de Instrução em Goa, Tomás de Aquino Mourão Garcês Palha, 2.º barão de Combarjua, um entendido nos assuntos relacionados com as línguas locais, dizendo que a língua vernácula de Goa era o concani e não o marata como ele escrevera.
Partiu então para Carachi, onde se empregou como amanuense na municipalidade daquela cidade. Voltou pouco depois para Bombaim, onde casou com Shantabai, com quem teria dois filhos e duas filhas. Empregou-se então no Consulado Italiano naquela cidade. Mais tarde, em 1906, encontrou emprego como estenógrafo no escritório de Bombaim da empresa alemão de produtos químicos Meister Lucius & Bruening, na qual subiu ao cargo de chefe da contabilidade.
Devido à Primeira Guerra Mundial, os cidadãos alemães foram obrigados a deixar a Índia ou foram internados em campos de detenção, razão pela qual Shenoi foi inesperadamente deixado como administrador da empresa onde trabalhava. Entre 1914 e 1919 conseguiu gerir bem a empresa na ausência dos administradores alemães, ganhando o seu elogio e reconhecimento quando regressaram, sendo promovido a secretário da empresa. Contudo, em 1925, um conflito laboral levou a que abandonasse a empresa.
Após ter abandonado a empresa, dedicou as duas décadas seguintes (1926-1946) à escrita e a uma campanha com o objectivo de revitalizar a língua concani. Waman começou a escrever em concani quando trabalhava em Bombaim: a sua esposa era analfabeta, mas tinha um excelente conhecimento da língua e do folclore concani, razão pela qual ela recitava contos e provérbios que ele passava a eswcrito e que mais tarde publicaria.
A sua primeira presença pública ocorreu quando levou a cabo um conjunto de conferências sobre história, sob o título colectivo de "Goenkaaranchi Goianbhaili Vosnook" (Emigrantes Goeses fora de Goa), na Saraswat Brahman Samaj, Bombaim, em 1927. Publicou também uma obra histórica intitulada "Albuquerquan Goen Koshem Jiklem" (Como Albuquerque Conquistou Goa).
O seu conto intitulado "Mhoji Baa Khuin Gelli?" considerado como a primeira verdadeira obra literária em concani dos tempos modernos. O conto foi publicado integrado na "Gomantopnishat", uma colectânea em dois volumes de textos de ficção e ensaio. O segundo volume da colectânea contém "Sonvsar Budti" (O afogamento do Mundo), um texto em que usando a história do Dilúvio discute várias abordagens filosóficas recorrendo às correspondentes passagens dos textos sagrados das quatro grandes religiões, a Bíblia, os Upanixades, o Alcorão e o Talmude.
Acreditava que a língua concani apenas poderia ser salva por uma renascença linguística que envolvesse os jovens, posição que defendeu nos ensaios '"Amrutacho Pavs" (A Chuva de Néctar) e "Konkani Vidyarthiank" (Aos Estudantes de Concani).
Outra das suas grandes contribuições foi fazer renascer a língua entre as crianças através da literatura infantil. Para isso escreveu "Bhurgianche Vyakran" (Gramática para Crianças), obra construída sob a forma de perguntas e respostas escrita para ensinar o seu filho, e "Bhurgianlo Ishtt", uma colectânea de contos.
Também se dedicou à tradução de textos para concani, entre os quais obras de Molière ("Le Médecin malgré lui", traduzido como "Mogachen Logn" ou "Casamento por amor") e de Shakespeare (Otelo, Hamlet e Rei Lear). Celebrizou-se pala tradução do Bhagvad Gita em concani, a que deu o nome de "Bhagwantalem Geet".
Observando o reduzido estatuto e o pouco prestígio que a língua concani tinha entre os goeses, claramente preterida em favor do português e do marata, línguas preferidas pelas classes educadas cristãs e hindus, respectivamente. Concani era apenas utilizado para comunicar com os seus criados, com os pobres e com as castas mais inferiores da sociedade. A esta situação acrescia o favoritismo com que os portugueses tratavam os goeses cristãos, o que aprofundava a divisão da comunidade e desfavorecia o estatuto do concani.
Acreditava que qualquer que fosse o número de línguas que uma pessoa fale, apenas poderia comunicar perfeitamente na sua língua materna, nas suas palavras a língua da alma, sentindo-se perdido se o não fizesse. Ao usar línguas estrangeiras, Shenoi Goembab dizia dos goeses: "Temos brilhado debaixo da luz de outros". Começou então a juntar um grupo de activistas interessados na promoção da língua concani, aos quais falava da doçura e do rico passado daquela língua. Com esse objectivo escreveu livros que permitissem promover o suso da língua e comprovar a sua qualidade como veículo para a criação literária. Para além de considerar a língua concani como inseparável da identidade goesa, via nela uma arma no movimento para acabar com o poder colonial português em Goa.
Muito à frente do seu tempo, Shenoi Goembab defendia a necessidade de eliminar barreiras sociais e de educar as castas inferiores. Afirmava: "façamos Pandits (académicos) dos Gawdes (camponeses)", apontando a alienação das castas inferiores como uma das razões pelas quais preferiam falar marata em vez de concani.
Numa comunidade com profundas divisões étnicas e religiosas, Waman Shenoi espalhou uma mensagem de paz e de unidade sem rejeitar a religião. No seu pensamento ligava Santeri (uma deusa popular entre os goeses) com a Virgem Maria como forma de associar os católicos goeses e os hindus, as duas maiores comunidades de Goa, na defesa do concani. Num texto em que exorta os goeses a usar o concani e refuta os argumentos de Kakasaheb Kalelkar e de outros defensores da língua marata, escreveu: "No Concão não necessitamos das bênçãos de deusas recentes como a marcial Mahishasurmardini nem da cor e da canção da inebriante feiticeira Tripurassundori. Preferimos a nossa velha deusa Santeri, propagadora da paz, venerada em todas as aldeias de Goa. São suas as  bênçãos que invocaremos. E, simultaneamente, invoquemos também a bem-aventurada e feliz mãe do Senhor Jesus Cristo, a imaculada Virgem Maria, e procuremos as suas bênçãos também! Com o patrocínio deste santo duo alcançaremos o Bem. Que prevaleça o cântico: Om Santeri, tem piedade de nós! Santa Virgem Mãe, abençoa o nosso caminho!".
Faleceu em Bombaim, a 9 de Abril de 1946, sendo a data de aniversário observada como o Vishwa Konkani Dis (Dia Mundial do Concani). Recebeu postumamente o título de Pessoa Concani do Milénio, conferido no 54.º aniversário da sua morte (9 de Abril de 2000) pela Mandd Sobhann, uma organização cocncani com sede em Mangalor.

## Obra
Foi autor de uma volumosa obra, que inclui 22 livros em concani usando a escrita devanágari e 7 livros em concani utilizando o alfabeto latino. As suas principais obras em devanágari são:
- Gomantopnishad (dois volumes; Os Upanishad em forma de histórias);
- Konkanichi Vyakronni Bandavoll;
- Goenkaranchi Goeam-bhaili vosnnuk (Estabelecimento de Goeses fora de Goa);
- Albuquerquan Goem Koshem Jiklem (Como Albuquqerque Conquistou Goa, obra escrita em 1910, por ocasião das comemorações do IV centenário da conquista de Goa, mas que só foi publicado em 1955);
- Konkani Bhashecho Itihas;
- Konkani Bhashechem Zôit (O Triunfo da Língua Concani);
- Ballipattnacho Sod;
- Punneatmo Ram Kamati;
- Mogachem Logn;
- Zilba Ranno;
- Povnachem Toplem.

Entre as obras as obras escritas em concani romanizado, destacam-se:
- Mogachem Lôgn;
- Pounachem Toplem (tal como na obra anterior, uma adaptação à realidade goesa de Moliére e Shakespeare);
- Rajput Hamlet ani Bapaichem Bhut (Hamlet);
- Gorê Bailecho Kallo Ghôv (Otelo);
- Dhuvanchi Porikxa (Rei Lear);
- Junvllea Bhavancho Ghuspa-Godôll (A Comédia de Erros);
- Agul’leachem Nivllon (A Fera Amansada);
- Ranniechem Jivem Baulém (Macbeth);
- Ghatmaro Ixtt (Júlio César);
- Bhusmare Alebhav-Kolebhav (Timon de Atenas);
- Jaducho Zunvo (A Tempestade);
- Jhilba Ranno (adaptação de uma das histórias de As 1001 Noites ao Reino dos Kadambas cuja capital foi Chandrapur, actual Chandor em Goa).